# Bob Bertemes (Leichtathlet, 1994)
Bob Bertemes (* 15. März 1994) ist ein luxemburgischer Leichtathlet, der im Mittel- und Langstreckenlauf an den Start geht.

## Sportliche Laufbahn
Erste internationale Erfahrungen sammelte Bob Bertemes im Jahr 2011, als er bei den Jugendweltmeisterschaften nahe Lille im 1500-Meter-Lauf mit 4:26,73 min in der Vorrunde ausschied und anschließend beim Europäischen Olympischen Jugendfestival (EYOF) in Trabzon nach 4:10,08 min auf Rang 14 gelangte. 2015 belegte er bei der Team-Europameisterschaft der 3. Liga, die im Zuge der Europaspiele in Baku ausgetragen wurde in 3:55,66 min den sechsten Platz. 2017 wurde er bei den Spielen der Frankophonie in Abidjan in 3:57,12 min Zehnter 2019 gewann er bei den Spielen der kleinen Staaten von Europa (GSSE) in 14:59,53 min die Bronzemedaille im 5000-Meter-Lauf hinter dem Isländer Hlynur Andrésson und Marcos Sanza aus Andorra. Anfang Dezember lief er dann bei den Crosslauf-Europameisterschaften in Lissabon nach 34:54 min auf Rang 76 ein. 2021 startete er über 1500 Meter bei den Halleneuropameisterschaften in Toruń und schied dort mit 3:58,08 min im Vorlauf aus. Bei den Crosslauf-Europameisterschaften 2022 in Turin wurde er nach 34:55 min 71. im Einzelrennen.
In den Jahren 2017, 2019 und 2020 wurde Bertemes luxemburgischer Meister im 1500-Meter-Lauf sowie 2016, 2019 und von 2020 bis 2022 über 5000 Meter. Zudem wurde er 2014 und 2015 sowie von 2017 bis 2020 und 2022 Hallenmeister über 1500 Meter sowie 2015, 2018 und 2020 auch im 800-Meter-Lauf.

## Persönliche Bestleistungen
- 800 Meter: 1:54,08 min, 31. Juli 2016 in Schifflingen
  - 800 Meter (Halle): 1:53,75 min, 25. Januar 2020 in Luxemburg
- 1500 Meter: 3:48,24 min, 9. Juli 2017 in Brüssel
  - 1500 Meter (Halle): 3:43,89 min, 13. Februar 2021 in Luxemburg
- Meile: 4:10,53 min, 22. August 2020 in Diekirch
  - 2000 Meter (Halle): 5:13,64 min, 29. Januar 2022 in Luxemburg (nationale Bestleistung)
- 3000 Meter: 8:08,12 min, 15. August 2020 in Rehlingen
  - 3000 Meter (Halle): 8:18,48 min, 9. Februar 2020 in Metz
- 5000 Meter: 14:26,30 min, 23. April 2022 in Mailand
  - 5000 Meter (Halle): 14:34,20 min, 17. Dezember 2021 in Luxemburg (luxemburgischer Rekord)